# Chrobotek łuskowaty

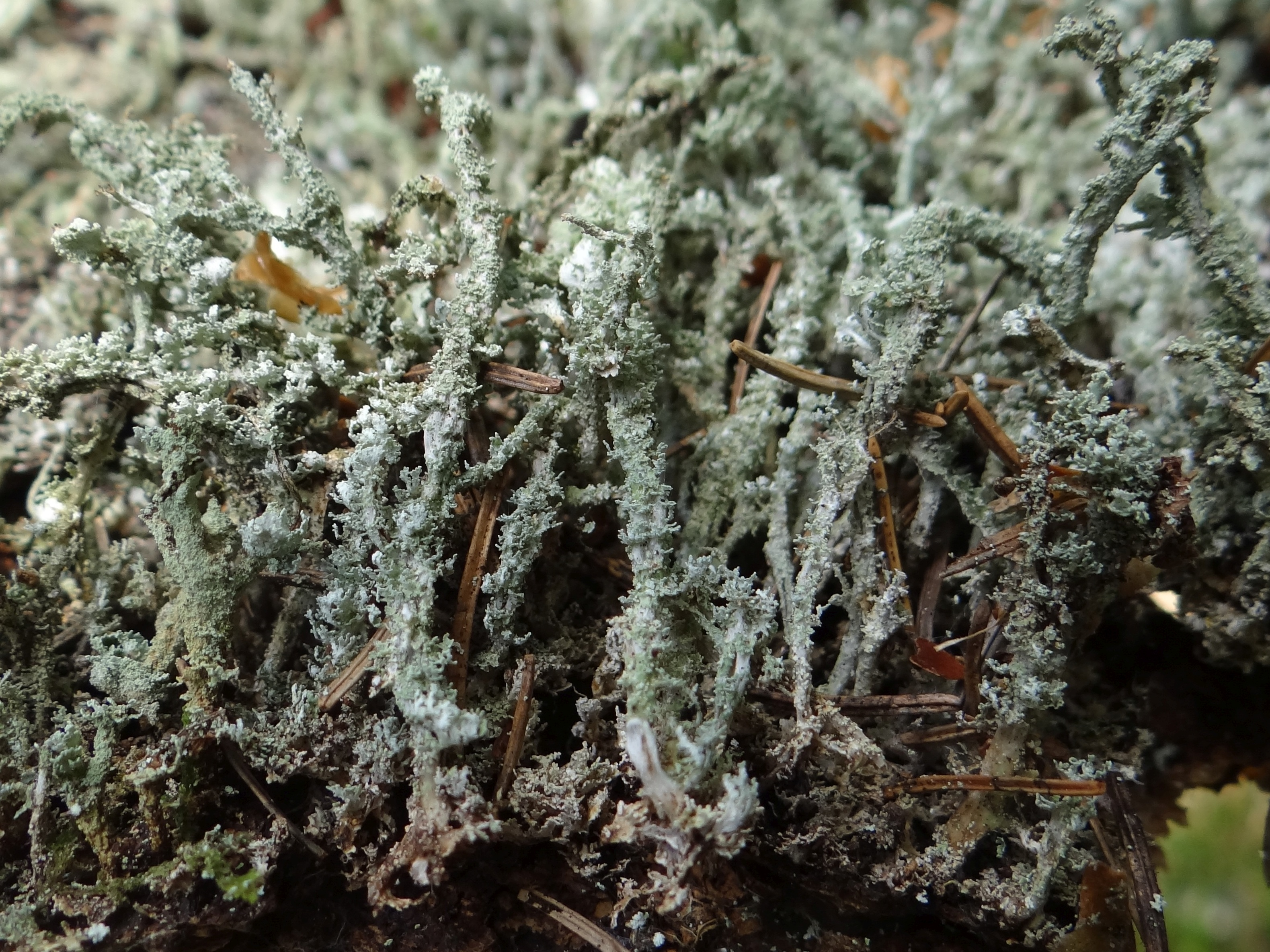

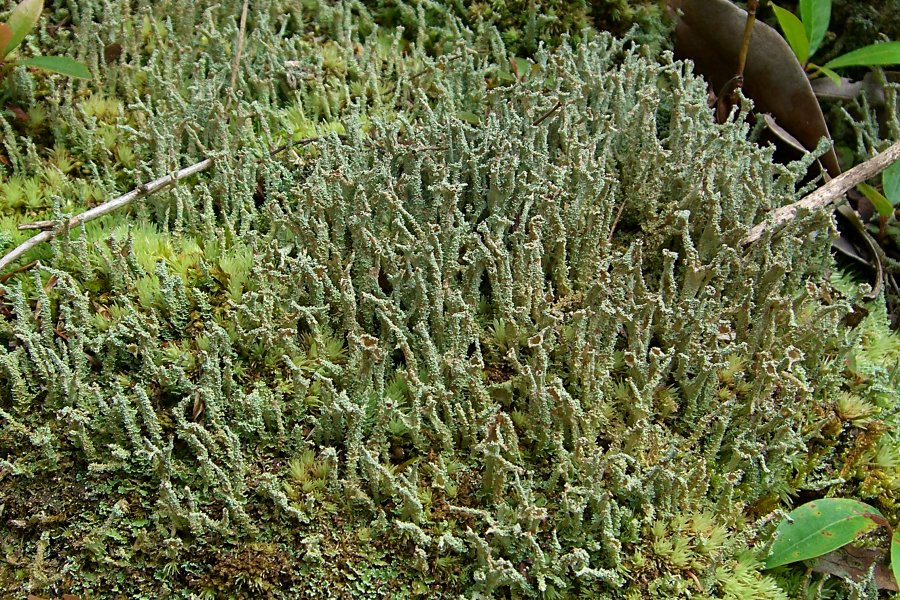
Często podecja tworzą murawki

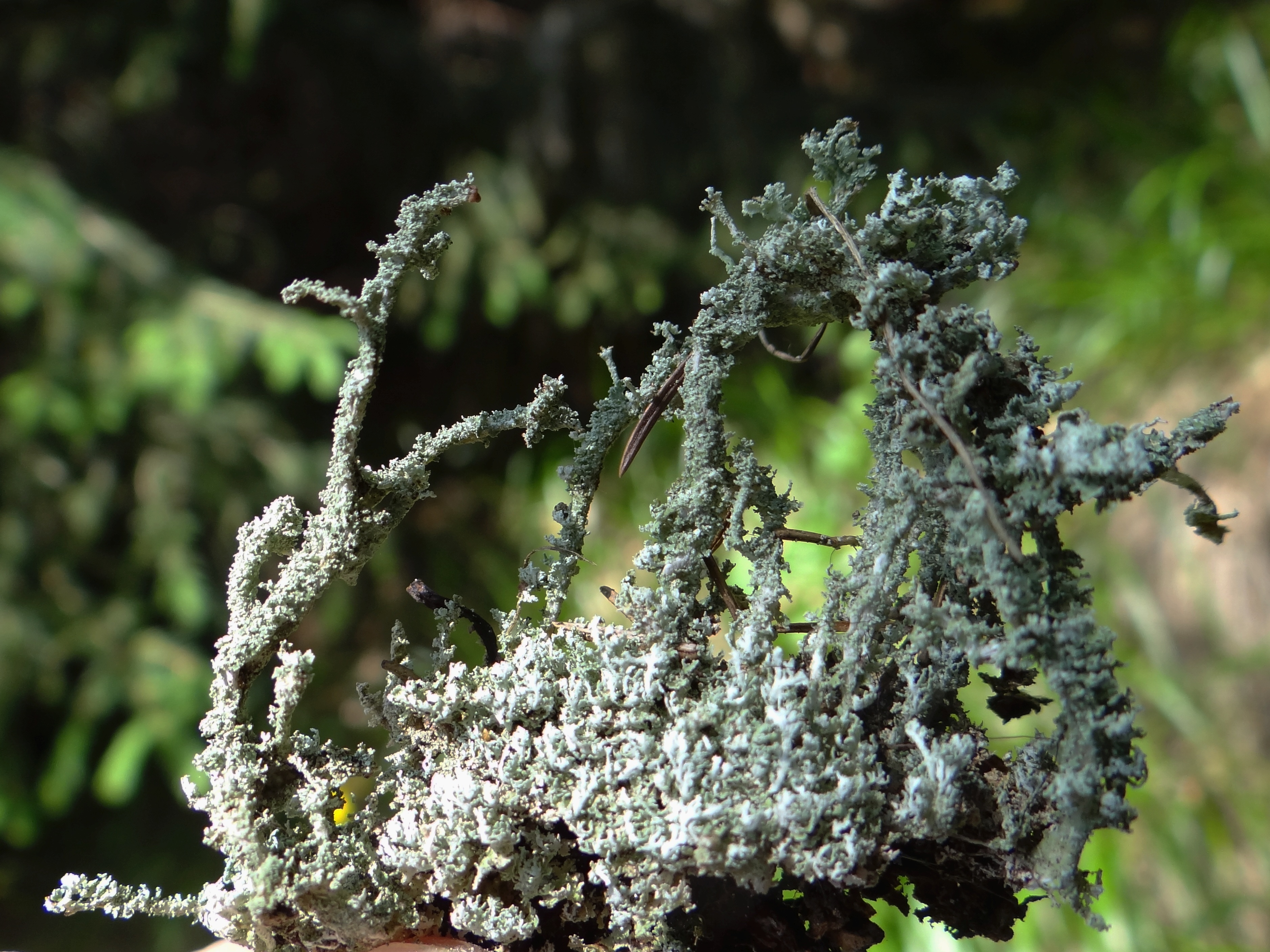

Chrobotek łuskowaty (Cladonia squamosa (Scop.) Hoffm.) – gatunek grzybów należący do rodziny chrobotkowatych (Cladoniaceae). Ze względu na współżycie z glonami zaliczany jest do porostów.

## Systematyka i nazewnictwo
Pozycja w klasyfikacji według Index Fungorum: Cladonia, Cladoniaceae, Lecanorales, Lecanoromycetidae, Lecanoromycetes, Pezizomycotina, Ascomycota, Fungi.
Po raz pierwszy takson ten zdiagnozował w roku 1772 J. A. Scopoli nadając mu nazwę Lichen squamosus (w tłumaczeniu na język polski: porost łuskowaty). Obecną, uznaną przez Index Fungorum nazwę nadał mu w roku 1796 G. F. Hoffmann, przenosząc go do rodzaju Cladonia.
Gatunek ten występuje w dwóch odmianach:
- Cladonia squamosa var. squamosa (Scop.) Hoffm. 1796
- Cladonia squamosa var. subsquamosa (Nyl. ex Leight.) Vain. 1881

Nazwa polska według Krytycznej listy porostów i grzybów naporostowych Polski.

## Charakterystyka
Plecha z glonami protokokkoidalnymi, zróżnicowana na plechę pierwotną i wtórną. Plecha pierwotna składa się z wyrastających na podłożu trwałych, postrzępionych lub silnie podzielonych i dość dużych łusek (długość 2–7 mm). Plecha wtórna to wyrastające z plechy pierwotnej pojedynczo lub w skupiskach podecja o wysokości 1–8 cm i grubości 0,5–3 mm.  Na przekroju poprzecznym są one wałeczkowate, miejscami rozdęte. Kilkukrotnie rozgałęziają się widlasto lub nieregularnie. Na całej swojej wysokości pokryte są licznymi łuseczkami o długości do 6 mm. Zakończenia podecjów są różnorodne: mogą być otwarte, szydłowate, mieć postać wąskich kieliszków lub trąbek. Często otwory tych kieliszków czy trąbek są zasłonięte dużymi łuskami. W dolnej swojej części podecja pokryte są ciągłą, w górnej porozrywaną korą z areolkami lub łuseczkami. Mają barwę białawą, oliwkową lub brunatną. Zwykle całe pokryte są urwistkami. Reakcje barwne: K + żółty, C –, KC + żółty, P + żółty, UV + jasnoniebieski.
Dość często na szczytach podecjów wyrastają brązowe apotecja o rozmiarach 0,3–0,7 mm (według innych źródeł 2–3 mm). W jednym worku powstaje po 8 bezbarwnych, jednokomórkowych zarodników o rozmiarach 8–14 × 2,5–3,5 μm. Na łuskach w szczytowej części podecjów, rzadziej niżej, znajdują się także brązowe pyknidia o beczkowatym kształcie, zwężone u podstawy. Wewnątrz zawierają bladoczerwoną szklistą galaretkę.
Metabolity wtórne: m.in. kwas tamnoliowy.

## Występowanie i siedlisko
Występuje na wszystkich kontynentach świata, z wyjątkiem Antarktydy (ale jest na znajdujących się w Antarktyce wyspach Szetlandy Południowe i Orkady Południowe). Występuje także na wielu wyspach całego świata. Na półkuli północnej jest szeroko rozprzestrzeniony, północna granica jego zasięgu sięga po Grenlandię i Svalbard. W Polsce występuje na terenie całego kraju.
Rozwija się głównie w lasach szpilkowych, rzadziej w liściastych. Rośnie na próchnicznej glebie, na próchniejącym drewnie i na skałach porośniętych mszakami.

## Gatunki podobne
Nieco podobny jest chrobotek strojny (Cladonia bellidiflora), ale ma zazwyczaj liczne i czerwone apotecja. W Polsce występuje głównie w wyższych partiach gór.